# Seria Samsung Galaxy S
Seria Samsung Galaxy S este o linie de smartphone-uri și tablete Android flagship produse de Samsung Electronics. Împreună cu seria pliabilă Galaxy Z, linia servește ca linie de smartphone-uri emblematice Samsung și este linia high-end a familiei mai largi Samsung Galaxy de dispozitive Android.
Seria a constat inițial din smartphone-uri, iar primul dispozitiv, Samsung Galaxy S, a fost anunțat în martie 2010 și lansat spre vânzare în luna iunie a aceluiași an. Ulterior, Samsung a extins linia Galaxy S la tablete, anunțând Galaxy Tab S în iunie 2014 și punându-l în vânzare în luna următoare. Seria. Seria Samsung Galaxy Tab este linia de tablete aferentă.

Logo-ul Samsung Galaxy S până în 2015; un font diferit a fost folosit pentru „Samsung” începând cu lansarea Samsung Galaxy S4 în 2013

## Telefoane
| 2010 | Samsung Galaxy S                                                     |
| 2010 | Samsung Galaxy 3                                                     |
| 2010 | Samsung Galaxy 5                                                     |
| 2011 | Samsung Galaxy Mini                                                  |
| 2011 | Samsung Galaxy S II                                                  |
| 2011 | Samsung Galaxy Y                                                     |
| 2012 | Samsung Galaxy Mini 2 Samsung Galaxy S III Samsung Galaxy S lll Mini |
| 2013 | Samsung Galaxy S4 Samsung Galaxy S4 Mini                             |
| 2014 | Samsung Galaxy S5 Samsung Galaxy S5 Mini                             |
| 2015 | Samsung Galaxy S6 Samsung Galaxy S6 Edge                             |
| 2016 | Samsung Galaxy S7 Samsung Galaxy S7 Edge                             |
| 2017 | Samsung Galaxy S8 Samsung Galaxy S8+                                 |
| 2018 | Samsung Galaxy S9 Samsung Galaxy S9+                                 |
| 2019 | Samsung Galaxy S10 Samsung Galaxy S10+                               |
| 2020 | Samsung Galaxy S20 Samsung Galaxy S20+ Samsung Galaxy S20 Ultra      |
| 2021 | Samsung Galaxy S21 Samsung Galaxy S21+ Samsung Galaxy S21 Ultra      |
| 2022 | Samsung Galaxy S22 Samsung Galaxy S22+ Samsung Galaxy S22 Ultra      |
| 2023 | Samsung Galaxy S23 Samsung Galaxy S23+ Samsung Galaxy S23 Ultra      |
| 2024 | Samsung Galaxy S24 Samsung Galaxy S24+ Samsung Galaxy S24 Ultra      |

| Legendă: | Fără suport | Suportat | Actual și acceptat | Anunțat |

| Model        | Anunțat           | Lansat            | Lansat                   | Întrerupt         | Suportat           | Suportat          | Durata de viață  |
| Model        | Anunțat           | Data              | Cu versiunea Android     | Întrerupt         | Încheiat           | SO final          | Durata de viață  |
| ------------ | ----------------- | ----------------- | ------------------------ | ----------------- | ------------------ | ----------------- | ---------------- |
| Galaxy S     | 23 martie 2010    | 4 iunie 2010      | 2.1 Eclair               | 6 martie 2012     | 10 ianuarie 2012   | 2.3.6 Gingerbread | 1 an, 7 luni     |
| Galaxy S II  | 13 februarie 2011 | 2 mai 2011        | 2.3.4 Gingerbread        |                   | 8 aprilie 2013     | 4.1.2 Jelly Bean  | 1 an, 11 luni    |
| Galaxy S III | 3 mai 2012        | 29 mai 2012       | 4.0.4 Ice Cream Sandwich |                   | 15 martie 2015     | 4.4.4 KitKat      | 1 an, 9 luni     |
| Galaxy S4    | 14 martie 2013    | 27 aprilie 2013   | 4.2.2 Jelly Bean         |                   | 27 martie 2017     | 5.0.2 Lollipop    | 3 ani, 11 luni   |
| Galaxy S5    | 24 februarie 2014 | 11 aprilie 2014   | 4.4.2 KitKat             |                   | 20 aprilie 2019    | 6.0.1 Marshmallow | 3 ani, 9 luni    |
| Galaxy S6    | 1 martie 2015     | 10 aprilie 2015   | 5.0.2 Lollipop           | 11 februarie 2016 | 13 februarie 2019  | 7.0 Nougat        | 3 ani, 10 luni   |
| Galaxy S7    | 11 februarie 2016 | 11 martie 2016    | 6.0.1 Marshmallow        | 21 aprilie 2017   | 7 aprilie 2020     | 8.0 Oreo          | 4 ani            |
| Galaxy S8    | 29 martie 2017    | 21 aprilie 2017   | 7.0 Nougat               | 11 martie 2018    | 4 mai 2021         | 9.0 Pie           | 4 ani            |
| Galaxy S9    | 25 februarie 2018 | 11 martie 2018    | 8.0 Oreo                 | 20 februarie 2019 | 5 aprilie 2022     | 10                | 4 ani            |
| Galaxy S10   | 20 februarie 2019 | 4 martie 2019     | 9.0 Pie                  | 6 martie 2020     | 26 martie 2023     | 12                | 4 ani            |
| Galaxy S20   | 11 februarie 2020 | 6 martie 2020     | 10                       | 29 ianuarie 2021  | 2 aprilie 2024     | 13                | 4 ani            |
| Galaxy S21   | 14 ianuarie 2021  | 29 ianuarie 2021  | 11                       | 25 februarie 2022 | preconizat 2026 H1 | 14                | preconizat 5 ani |
| Galaxy S22   | 9 februarie 2022  | 25 februarie 2022 | 12                       | 17 februarie 2023 | preconizat 2027 H1 | 14                | preconizat 5 ani |
| Galaxy S23   | 1 februarie 2023  | 17 februarie 2023 | 13                       | 31 ianuarie 2024  | preconizat 2028 H1 | 14                | preconizat 5 ani |
| Galaxy S24   | 17 ianuarie 2024  | 31 ianuarie 2024  | 14                       |                   | preconizat 2031 H1 | 14                | preconizat 7 ani |

### Samsung Galaxy S

Samsung Galaxy S din 2010

Smartphone-ul original Samsung Galaxy S a fost anunțat în martie 2010 și lansat pe 4 iunie 2010.
- Display: 4.0" Super AMOLED
- Rezoluție: 480x800 pixeli
- Procesor: Samsung Exynos 3110 (S5PC110)
- Stocare: 2-16 GB (extensibil)
- RAM: 512 MB
- Baterie: 1500 mAh (înlocuibilă de utilizator)
- Cameră foto: Spate: 5 megapixeli, 1x, 720p (HD) video; Față: 0,3 megapixeli
- Capacul din spate este înlocuibil.
- Stocare extensibilă: Card Micro SD (SD HC, până la 32 GB)
- Senzori tactili pentru tastele de navigare; nu există buton dedicat pentru declanșarea camerei

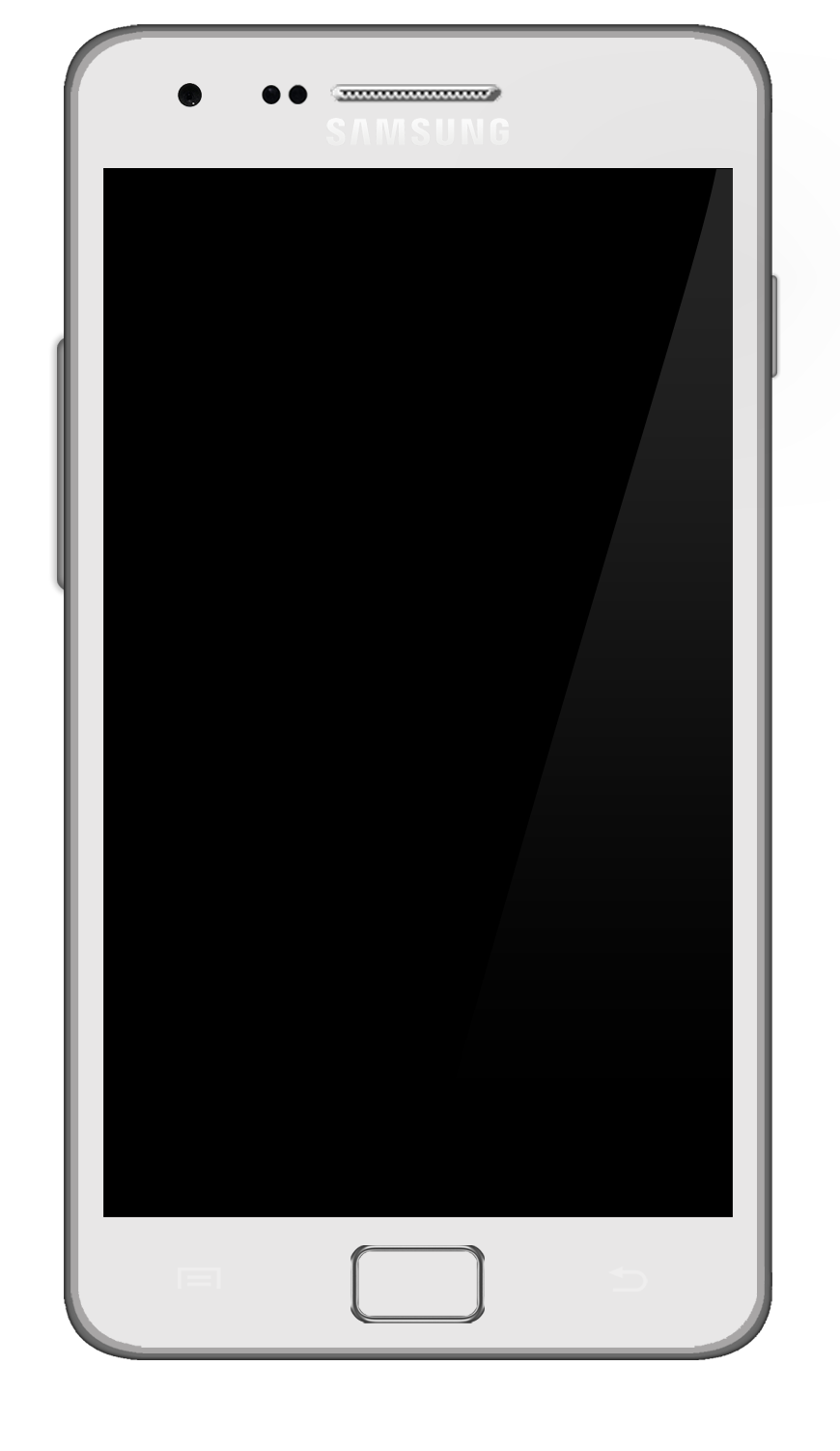
Samsung Galaxy S2 din 2011

### Samsung Galaxy S II
Compania a anunțat Samsung Galaxy S II pe 13 februarie 2011.
- Display: 4,3" sau 4,5" Super AMOLED
- Rezoluție: 480x800 pixeli
- Procesor: Samsung Exynos 4 Dual, Texas Instruments OMAP 4430 sau Qualcomm Snapdragon S3 APQ8060
- Spațiu de stocare: 16/32 GB (extensibilă)
- RAM: 1 GB
- Cameră foto: Spate: 8 megapixeli, 1x, video 1080p (Full HD); Față: 2 megapixeli; bliț adăugat; amplasat în centru în loc de colț
- Baterie: 1650 sau 1800 mAh (înlocuibilă de utilizator)
- Capacul din spate este înlocuibil
- USB On-The-Go (OTG)
- Mobile High-definition Link (MHL) către HDMI
- Stocare externă: carduri Micro SD-HC (până la 32 GB)

Android 2.3.4, până la 4.1.2
În 2013, a fost lansată o variantă „Plus” cu doar 8 GB de stocare internă și un chipset ușor diferit. De asemenea, dispune de interfața de utilizator TouchWiz „Nature UX” și de varianta de culoare albastru închis periat („Pebble Blue”), ambele cunoscute de la Galaxy S III.

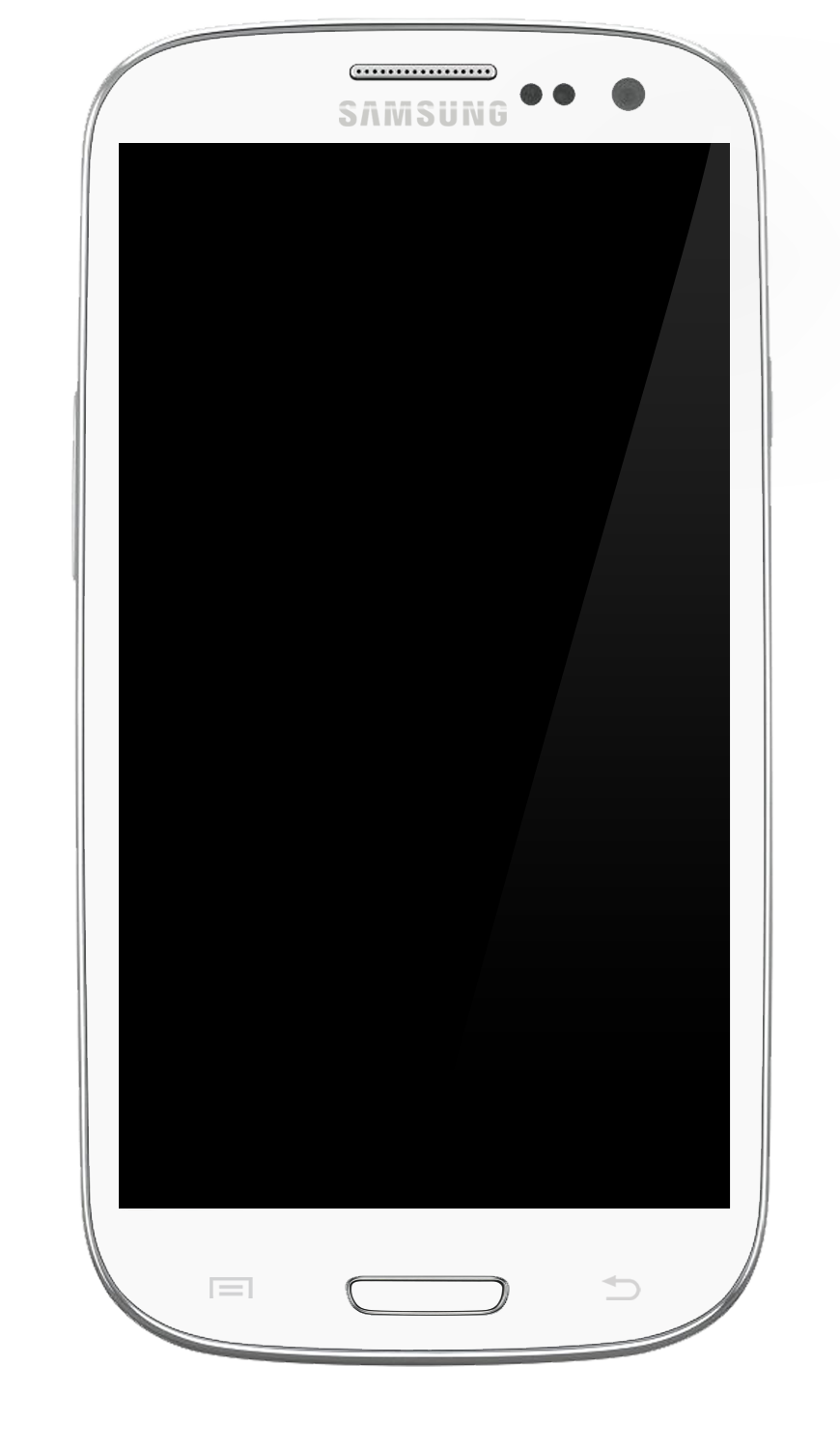
Samsung Galaxy S III din 2012

### Samsung Galaxy S III
Samsung Galaxy S III a fost anunțat pe 3 mai 2012. Au fost vândute peste 70 de milioane de unități de Galaxy S III, ceea ce îl face unul dintre cele mai vândute telefoane din seria S. Acesta dispune de o funcție de ecran divizat prin care utilizatorii pot utiliza două aplicații simultan (disponibilă de la Android 4.1 până la 4.4. 2 „Premium Suite Upgrade”), un software de redare video actualizat, care este în primul rând capabil să redea într-o fereastră pop-up mobilă și redimensionabilă pentru vizionarea simultană în timpul altor sarcini și cu miniaturi de mișcare care pot previzualiza videoclipurile care rulează, mai degrabă decât doar o imagine statică, o funcție „Ambient Light” prin care luminozitatea ecranului se poate ajusta automat la nivelul de lumină, o funcție „Smart Stay” care poate împiedica oprirea ecranului telefonului prin privirea la telefon, un asistent personal numit S Voice, posibilitatea de a eticheta fețe în galeria telefonului, funcție „S Beam” pentru a transfera fișiere prin NFC, o lumină LED pe partea din față a telefonului care poate fi utilizată pentru notificări, o funcție „Motion Gestures” prin care utilizatorii pot îndeplini sarcini prin mișcarea telefonului, efecte de punct de culoare pentru cameră, și „smart alert” - o notificare opțională cu feedback haptic care vibrează unitatea atunci când este ridicată pentru a notifica utilizatorul.
Galaxy S III este primul telefon mobil Samsung cu suport pentru încărcare wireless, care poate fi activat cu ajutorul unui capac din spate special care se conectează la pinii dedicați de sub capacul din spate.
La fel ca predecesorul său, camera sa din spate are opt megapixeli (3264×2448) și înregistrare video 1080p, deși S3 adaugă înregistrarea audio stereo, precum și capacitatea de a captura simultan fotografii de 6 megapixeli (3264×1836) în timpul filmării, ceea ce reprezintă cel mai mare raport de aspect 16:9 al senzorului de imagine. Rezoluția video a camerei frontale a crescut de la 480p la 720p. Nu este prezentă eticheta de megapixeli ca la predecesor.
„Actualizarea suitei premium” oferită de Samsung prin actualizarea la Android 4.1 de la sfârșitul anului a modernizat funcția split-screen de pe Galaxy Note 2, permițând două aplicații simultan pe ecran.
- Display: 4,8" Super AMOLED
- Rezoluție: 720x1280 pixeli
- Procesor: Samsung Exynos 4 Quad, Qualcomm Snapdragon S4 MSM8960 sau Qualcomm Snapdragon 400 MSM8228
- Stocare: 16/32/64 GB (extensibilă cu SD XC)
- RAM: 1 GB (S3 GT-I9300); 1,5 GB (S3 Neo GT-I9301); 2 GB (S3 LTE GT-I9305)
- Cameră foto: spate: 8 megapixeli, 1x, video 1080p (Full HD) la 30 fps; față: 1,9 megapixeli, video 720p (HD) la 30 fps;
- Baterie: 2100 mAh (înlocuibilă de utilizator)
- Receptor radio FM (numai GT-I9300)

Samsung Galaxy S4 din 2013

### Samsung Galaxy S4
Samsung Galaxy S4 a fost anunțat de Samsung pe 14 martie 2013. Peste 80 de milioane de unități Galaxy S4 au fost vândute, fiind unul dintre cele mai vândute telefoane din seria S. Cu Android 4.2.2, curent 5.0.2. Noile caracteristici pe care le are acest model față de predecesorul său includ:
- un blaster cu infraroșu care permite telefonului să fie o telecomandă universală[14][15]
- o funcție „Smart Pause” care oprește videoclipurile atunci când nimeni nu se uită la ecran[16]
- o funcție „Smart Rotation” prin care rotația ecranului se blochează singură prin detectarea feței utilizatorului[17]
- o funcție „Smart Scroll” prin care paginile web se derulează automat prin înclinarea capului sau a dispozitivului[18]
- o funcție „Album de povești”[19]
- un barometru pentru măsurarea nivelului altitudinii[20]
- capacitatea de a măsura temperatura ambientală[20]
- capacitatea de a măsura procentul de umiditate ambientală[20]
- un mod cu o singură mână (disponibil prin actualizare)[21]
- posibilitatea de a crește sensibilitatea pentru utilizarea cu mănuși[22]
- o funcție „Air View” care permite afișarea de informații prin plutirea ecranului fără a-l atinge[23]
- o funcție „Air Gesture” prin care utilizatorii pot controla dispozitivul prin mișcarea mâinii deasupra telefonului[24]
- opțiunea de a adapta telefonul la un afișaj optim[25] și la un sunet optim[26]
- posibilitatea de a face o fotografie și de a înregistra până la nouă secunde de sunet[27]
- posibilitatea de a face o fotografie cu mișcare rapidă și de a realiza un efect de repetare[28]
- capacitatea de a lua o fotografie și de a o anima[29]
- capacitatea de a șterge părți ale unei fotografii.[30]
- capacitatea de a capta fotografii și de a înregistra video simultan de la camerele din spate și din față, deși sunt stocate imagine în imagine, mai degrabă decât în piste video separate în cadrul unui fișier sau în fișiere separate; ordinea camerelor poate fi schimbată în timpul înregistrării.[31][32]
- O funcție de „vizor de la distanță”, prin care vizorul și comenzile camerei pot fi trimise către o altă unitate prin Wi-Fi Direct.[33]
- „Privire rapidă”, care permite verificarea ceasului, a apelurilor pierdute, a mesajelor și a barei de notificări fără a atinge telefonul, trecând deasupra senzorului de proximitate.[34]

Galaxy S4 este unul dintre cele două telefoane mobile Samsung echipate cu senzori termometrici și higrometrici (celălalt fiind Galaxy Note 3).
Unii au lăudat inovația inerentă în toate noile caracteristici ale Galaxy S4, în timp ce alții au criticat-o ca pe o extindere a caracteristicilor.
Rezoluția camerei principale (din spate) a fost mărită la 13 megapixeli și este capabilă să capteze fotografii de 9,6 megapixeli în timpul înregistrării video la 1080p. Camera frontală are 2,1 megapixeli și rezoluția sa video a fost mărită la 1080p. Numele contextuale opționale ale fișierelor bazate pe locație pot facilita navigarea ulterioară.
- Display: 5.0" Super AMOLED
- Rezoluție: 1920x1080 pixeli
- Procesor: Samsung Exynos 5 Octa 5410 sau Qualcomm Snapdragon 600
- Spațiu de stocare: 16 / 32 / 64 GB (extensibilă)
- RAM: 2 GB
- Cameră foto: Spate: 13 megapixeli, 1x, 3840x2160p (4K UHD) video la 30 fps; Față: 2,1 megapixeli, 1080p (Full HD) video la 30 fps
- Baterie: 2600 mAh (inlocuibil de utilizator)
- Funcție eliminată: radio FM

Variantele sale sunt S4 Active, robust și rezistent la apă, S4 Mini, de clasă medie, cu un preț mai mic, precum și hibridul S4 Zoom, care este echipat cu un obiectiv cu zoom optic cu mărire de 10×, un bliț Xenon mai puternic, suport pentru trepied și un inel rotativ pentru obiectiv, combinând un telefon mobil cu o cameră digitală dedicată.

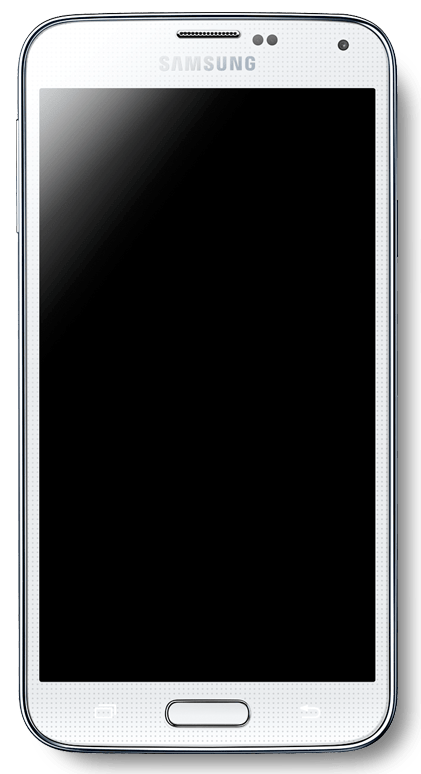
Samsung Galaxy S5 din 2014

### Samsung Galaxy S5
Samsung Galaxy S5 a fost anunțat pe 24 februarie 2014. Acesta îmbunătățește Galaxy S4 prin adăugarea unui monitor al ritmului cardiac, rezistență la apă IP67, un scanner de amprente, capacitatea de a înregistra videoclipuri 4K (2160p la 30 fps) și 1080p la o rată a cadrelor de două ori mai mare (60 fps), autofocus cu detecție de fază, care este mai rapid decât detecția de contrast utilizată anterior, capacitatea de a face fotografii mai bune în condiții de lumină slabă, o funcție „Download Booster” pentru a crește nivelurile de descărcare la lățimea de bandă maximă permisă, capacitatea de a restricționa utilizarea bateriei prin limitarea utilizării telefonului, și USB 3.0. Îi lipsesc senzorul termometru (temperatură), senzorul higrometru (umiditate) și funcțiile „Story Album” de la precedentul Galaxy S4, dar a moștenit în mare parte Air View și funcționalitatea legată de gesturi. „Privirea rapidă” a fost înlocuită cu „Air wake-up”, care permite trezirea smartphone-ului din modul de așteptare prin plutirea deasupra senzorului de proximitate.
- Display: 5.1 Super AMOLED
- Rezoluție: 1920x1080 pixeli
- Procesor: Samsung Exynos 5 Octa 5422, Qualcomm Snapdragon 801 sau Qualcomm Snapdragon 805
- Spațiu de stocare: 16 / 32 GB (extensibilă)
- RAM: 2/3 GB
- Cameră foto: Spate: 16 megapixeli, 1x, 3840x2160p (4K UHD) video la 30 fps, 1080p (Full HD) la 60 fps sau slow-motion 720p (HD)la 120 fps; Față: 2 megapixeli, 1080p (Full HD) la 30 fps
- Baterie: 2800 mAh (înlocuibilă de utilizator)

Galaxy S5 este primul telefon mobil Samsung în care tasta tactilă din partea stângă a butonului de pornire este o tastă de sarcină în loc de o tastă de opțiune și ultimul telefon mobil din seria Galaxy S echipat cu o baterie înlocuibilă de utilizator. Galaxy S5 este ultimul telefon mobil din seria Galaxy S cu o cartelă micro-SIM; telefoanele ulterioare utilizează o cartelă nano-SIM.
De la Galaxy S5, numărul modelului (de exemplu. SM-G900F) nu mai este afișat pe ecranul de pornire.

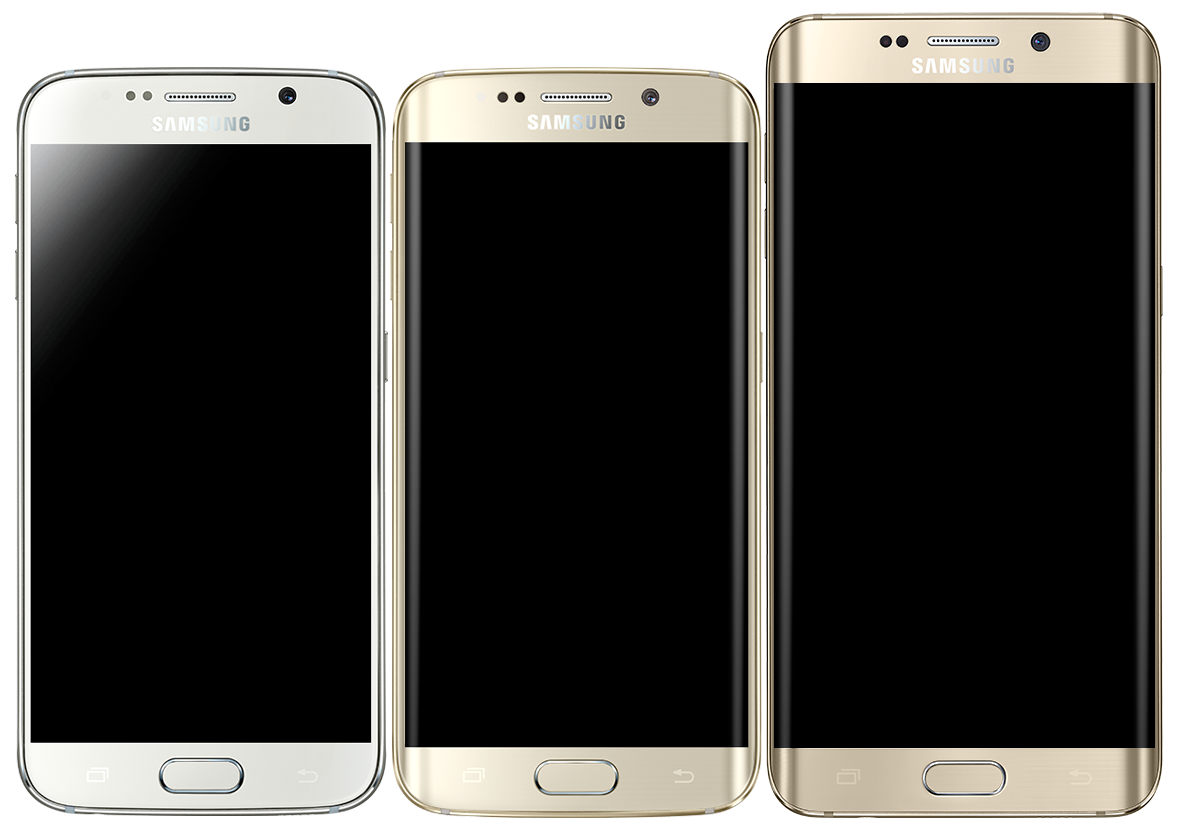
Seria Samsung Galaxy S6 din 2015

### Samsung Galaxy S6
Seria Samsung Galaxy S6 marchează un curs contra-utilitar și orientat spre modă în seria Galaxy S. Se compune din patru telefoane: Samsung Galaxy S6, Samsung Galaxy S6 Edge, Samsung Galaxy S6 Edge+ și Samsung Galaxy S6 Active. Samsung a anunțat pentru prima dată Galaxy S6 și Galaxy S6 edge pe 1 martie 2015. Pe 13 august 2015, Samsung a anunțat Galaxy S6 edge+, împreună cu Galaxy Note5. Galaxy S6 își îmbunătățește predecesorii prin adăugarea capacității de a încărca rapid telefonul cu până la 15 wați utilizând Qualcomm Quick Charge 2.0, realitatea virtuală (compatibilă cu Galaxy Gear VR), o funcție „Smart Manager”, și capacitatea de a personaliza interfața cu teme. De asemenea, are o nouă construcție din metal și sticlă.
Eliminarea caracteristicilor
Seria Galaxy S6 elimină mai multe caracteristici, inclusiv unele caracteristici cheie pe termen lung, de la predecesorii săi, cum ar fi slotul pentru card microSD, suportul Mobile High-Definition Link (MHL), protecția împotriva apei, controlul Air Gesture, Air View, Smart Pause, Smart Rotation, Smart Scroll, modul de operare cu o singură mână, sensibilitatea crescută a ecranului tactil capacitiv pentru utilizare cu mănuși și suportul USB 3.0. În plus, bateriile din Galaxy S6 și Galaxy S6 edge sunt mai mici decât bateria din Galaxy S5 și nu pot fi înlocuite de utilizatorii finali.
Justin Denison, pe atunci vicepreședinte al strategiei de produs la Samsung, a declarat pe scenă la evenimentul Unpacked 2015 Episode 1 keynote că au optat pentru o baterie încorporată acum că „consumatorii se pot simți încrezători în a-și încărca telefoanele”. În anul precedent, o reclamă Samsung pentru Galaxy S5 a ironizat bateriile neînlocuibile ale iPhone-urilor, rreferindu-se la utilizatorii iPhone ca fiind „wall huggers”, citând dependența lor neîncetată de încărcarea pe perete.
Camera foto
Este primul telefon de model principal care dispune de stabilizare optică a imaginii pe camera din spate și, de asemenea, o îmbunătățește cu apertura mai luminoasă f/ 1.9 care permite o performanță îmbunătățită în condiții de lumină slabă atât pentru fotografie, cât și pentru înregistrarea video, primul telefon Samsung cu un lansator rapid dedicat camerei (apăsarea dublă a butonului de pornire) și, de asemenea, primul dispozitiv emblematic Samsung care captează video slow motion cu audio și framerate original (120 de cadre pe secundă), care poate fi editat într-un software editor exclus accesibil prin software-ul galerie.
Altele
Galaxy S6 este primul telefon mobil din seria Galaxy S cu un card nano-SIM; telefoanele Galaxy anterioare utilizează un card micro-SIM sau un card „standard” (mini-SIM).
S6 Edge Plus, lansat simultan cu Galaxy Note 5, nu este echipat cu un transmițător infraroșu pentru a fi utilizat ca telecomandă.
- Display: 5,1" Super AMOLED (Galaxy S6 și Galaxy S6 edge); 5,7" Super AMOLED (Galaxy S6 edge+)
- Rezoluție: 1440x2560 pixeli
- Procesor: Samsung Exynos 7 Octa 7420
- Spațiu de stocare: 32 / 64 / 128 GB
- RAM: 3 GB (Galaxy S6 și Galaxy S6 edge); 4 GB (Galaxy S6 edge+)
- Cameră foto: spate: 16 megapixeli, 1x, 3840x2160p (4K UHD) video la 30 fps, 1080p (Full HD) la 30/60 fps sau slow-motion 720p (HD) la 120 fps; față: 5 megapixeli, 1440p (QHD) la 30 fps
- Baterie: 2550 mAh (Galaxy S6); 2600 mAh (Galaxy S6 edge); 3000 mAh (Galaxy S6 edge+), 3500 mAh (Galaxy S6 Active) (neînlocuibilă)

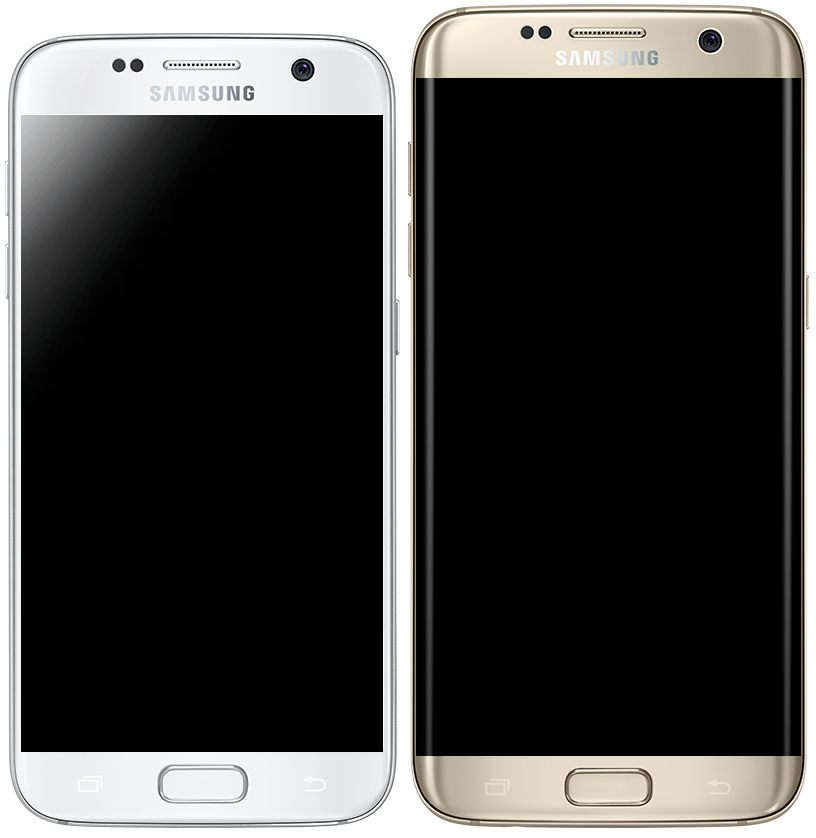
Samsung Galaxy S7 și S7 Edge din 2016

### Samsung Galaxy S7
Seria Samsung Galaxy S7, care constă din Samsung Galaxy S7, Samsung Galaxy S7 edge și Samsung Galaxy S7 Active, a fost anunțată pe 21 februarie 2016. Acestea îmbunătățesc Galaxy S6 prin adăugarea unui afișaj always-on pentru a afișa opțional informații în timp ce ecranul este oprit, o funcție de cameră foto „Dual Pixel” pentru o autofocalizare mai rapidă, și o fotografie îmbunătățită în condiții de luminozitate scăzută.
Rezistența la apă și un cititor de carduri microSD au fost adăugate din nou, ambele fiind prezente pe Galaxy S5, iar cel din urmă, de asemenea, pe toate iterațiile anterioare ale liniei Galaxy S, dar nici unul prezent pe Galaxy S6. Cu toate acestea, IR blaster a fost eliminat de pe Galaxy S7. Un mod de operare cu o singură mână a fost adăugat înapoi după eliminarea de pe S6, dar fără butoane pe ecran și comenzi rapide prezente pe S5.
Camera foto

Camera din Galaxy S7 are 12 megapixeli, față de 16 megapixeli la Galaxy S6, pentru a obține o dimensiune mai mare a pixelilor pe senzorul de imagine, permițându-i să capteze mai multă lumină în aceleași condiții.
Apertura de f/ 1.7 a camerei sale din spate a fost cea mai luminoasă deschidere de la acea vreme de pe camera oricărui telefon mobil. Camera frontală, deși are aceeași rezoluție ca cea de pe Galaxy S6 (fotografie 2592×1944; video 2560×1440p), are și o deschidere f/1.7 mai luminoasă, comparativ cu f/1.9 pe Galaxy S6.
Limita de timp de cinci minute pentru video 2160p prezentă în dispozitivele anterioare a fost eliminată.
Stocare
În Statele Unite și pe unele piețe europene, a fost livrată doar cea mai mică opțiune de stocare de 32 GB, ceea ce înseamnă că capacitatea de stocare internă s-a dublat doar în cei șapte ani de la flagship-ul Samsung i8000 Omnia II din 2009, care era disponibil cu până la 16 GB.
- Display: 5,1" Super AMOLED (Galaxy S7); 5,5" Super AMOLED (Galaxy S7 edge)
- Rezoluție: 1440x2560
- Procesor: Samsung Exynos 8890 sau Qualcomm Snapdragon 820
- Spațiu de stocare: 32 GB 32 / 64 / 128 GB (extensibilă)
- RAM: 4 GB
- Cameră: Spate: 12 megapixeli, 1x, 3840x2160p (4K UHD) video la 30 fps, 1080p (Full HD) la 30/60 fps sau slow-motion 720p (HD) la 240 fps; Față: 5 megapixeli, 1440p (QHD) la 30 fps
- Baterie: 3000 mAh (Galaxy S7); 3600 mAh (Galaxy S7 edge) (neînlocuibilă)

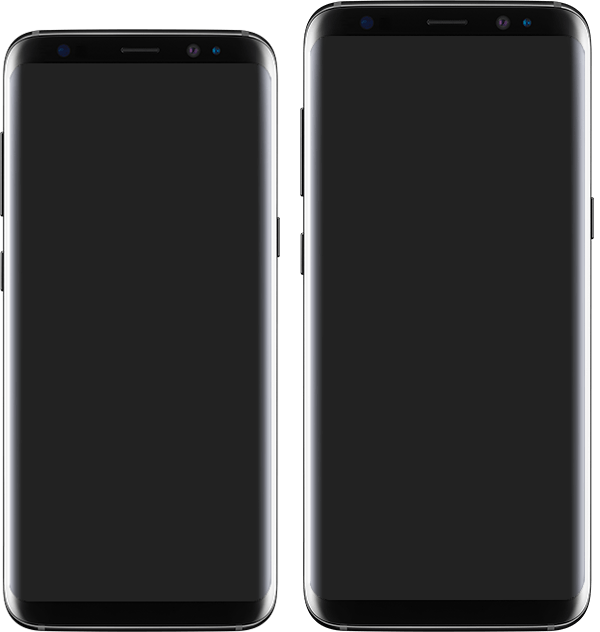
Samsung Galaxy S8 și S8+ din 2017

### Samsung Galaxy S8
Samsung a anunțat smartphone-urile Samsung Galaxy S8 și Samsung Galaxy S8+ pe 27 martie 2017. Acestea dispun de un scanner de iris, care nu era prezent pe telefoanele Galaxy S7. S Voice a fost, de asemenea, înlocuit de Bixby. În plus, portul microUSB a fost înlocuit cu un port USB-C 3.0, iar butonul home fizic și butoanele capacitive au fost înlocuite cu taste pe ecran. Toate smartphone-urile anterioare din seria Galaxy S au prezentat un raport de aspect 16:9, care a fost schimbat pe Galaxy S8 pentru prima dată. O nouă caracteristică numită Samsung DeX a fost adăugată, permițând telefonului să obțină o interfață de utilizator desktop atunci când este conectat la un monitor.
- Display: 5,8" Super AMOLED (Galaxy S8); 6,2" Super AMOLED (Galaxy S8+), raport de aspect 18,5:9
- Rezoluție: 1440x2960
- Procesor: Samsung Exynos 8895 sau Qualcomm Snapdragon 835
- Spațiu de stocare: 64 GB (extensibilă)
- RAM: 4 GB
- Cameră: Spate: 12 megapixeli, 1x, 3840x2160p (4K UHD) video la 30 fps, 1080p (Full HD) la 30/60 fps sau slow-motion 720p (HD) la 240 fps; față: 8 megapixeli, 1440p (QHD) la 30 fps
- Baterie: 3000 mAh (Galaxy S8); 3500 mAh (Galaxy S8+) (neînlocuibilă)

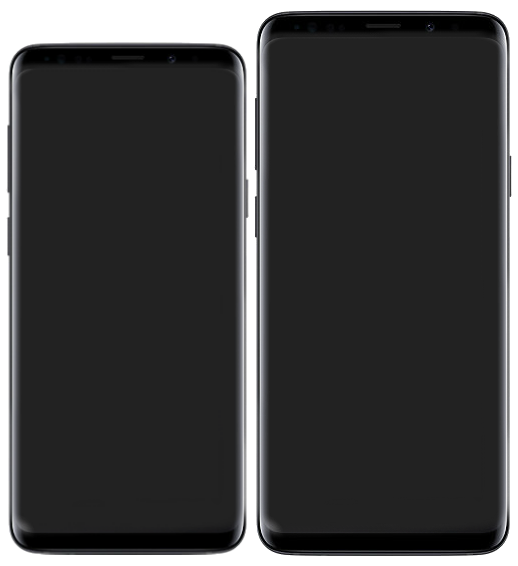
Samsung Galaxy S9 și S9+ din 2018

### Samsung Galaxy S9
Samsung Galaxy S9 și Samsung Galaxy S9+ au fost prezentate pe 25 februarie 2018 la Mobile World Congress, cu o cameră îmbunătățită, un panou spate redesenat și componente interne îmbunătățite. Scannerul de amprente de pe spate este relocat sub camera din spate, iar earpiece-ul devine un difuzor suplimentar pentru sunet stereo.
Galaxy S9 este primul telefon flagship de la Samsung care suportă înregistrarea 2160p (4K) la 60 de cadre pe secundă (de două ori mai mult decât precedentele Galaxy S5 până la S8), 1080p la 240 de cadre pe secundă (de patru ori mai mult decât S5 până la S8) și super slow motion la 960 de cadre pe secundă pentru o durată limitată. Primele două rate de cadre sunt prima creștere din serie de la Samsung Galaxy S5 din 2014.
Camera sa are o apertură variabilă care poate comuta între <span data-cx="[{&quot;adapted&quot;:true,&quot;targetExists&quot;:true,&quot;mandatoryTargetParams&quot;:[],&quot;optionalTargetParams&quot;:[]}]" data-mw="{&quot;name&quot;:&quot;templatestyles&quot;,&quot;attrs&quot;:{&quot;src&quot;:&quot;F//sandbox/styles.css&quot;},&quot;parts&quot;:[{&quot;template&quot;:{&quot;target&quot;:{&quot;wt&quot;:&quot;F/&quot;,&quot;href&quot;:&quot;./Format:F/&quot;},&quot;params&quot;:{},&quot;i&quot;:0}}]}" data-ve-no-generated-contents="true" id="mwAwY" typeof="mw:Transclusion">&nbsp;</span> 1,5 șif/ 2.4, fiind primul telefon mobil de la Nokia N86 din 2009 cu o cameră cu apertură variabilă. O actualizare ulterioară a software-ului a adaptat funcția de avertizare a utilizatorului cu privire la defectele din fotografii, cum ar fi clipirea ochilor și blur, care a fost implementată pentru prima dată pe Galaxy Note 9.
- Display: 5,8" Super AMOLED (Galaxy S9); 6,2" Super AMOLED (Galaxy S9+), raport de aspect 18,5:9
- Rezoluție: 1440x2960 pixeli
- Procesor: Samsung Exynos 9810 sau Qualcomm Snapdragon 845
- Spațiu de stocare: 128 GB 64 / 128 / 256 GB (extensibilă)
- RAM: 4 GB (Galaxy S9), 6 GB (Galaxy S9+)
- Cameră: (Galaxy S9) Spate: 12 megapixeli, 1x, 3840x2160p (4K UHD) video la 30/60 fps, 1080p (Full HD) la 30/60 fps, slow-motion 1080p la 240 fps sau slow-motion 720p (HD) la 960 fps; Față: 8 megapixeli, 1440p (QHD) la 30 fps. (Galaxy S9+) Spate: 12 megapixeli (wide), 1x, 12 megapixeli (telephoto), 2x; 3840x2160p (4K UHD) video la 30/60 fps, 1080p (Full HD) la 30/60 fps, slow-motion 1080p la 240 fps sau slow-motion 720p (HD) la 960 fps; față: 8 megapixeli, 1440p (QHD) la 30 fps
- Baterie: 3000 mAh (Galaxy S9); 3500 mAh (Galaxy S9+) (neînlocuibilă)

### Samsung Galaxy S10
Samsung a anunțat seria Samsung Galaxy S10, formată din Samsung Galaxy S10e, Samsung Galaxy S10, Samsung Galaxy S10+ și Samsung Galaxy S10 5G. Pe 20 februarie 2019 pentru a comemora a 10-a aniversare a liniei S. Seria Galaxy S10 a introdus multe caracteristici noi, cum ar fi un scaner de amprente cu ultrasunete în ecran, lentile ultra-wide, încărcare wireless inversă, 5G și primul design al camerei selfie cu găuri Samsung. Seria Galaxy S10 a debutat pentru prima dată cu software-ul One UI cu Android 9 Pie. În ianuarie 2020, a fost lansat Galaxy S10 Lite, o variantă mid-range a lui S10 care conține aceleași camere și performanțe, dar cu caracteristici mai reduse. Raportul de aspect a fost schimbat din nou pe seria Galaxy S10 de la seria Galaxy S8. Galaxy S10 Lite a prezentat un raport de aspect 20:9 diferit de restul seriei Galaxy S10.
Ratele de încărcare de peste 15 wați suportate de S10 5G și S10 Lite reprezintă prima creștere pe smartphone-urile emblematice Samsung de la Samsung Galaxy Note 4 din 2014.
Samsung Galaxy S10e

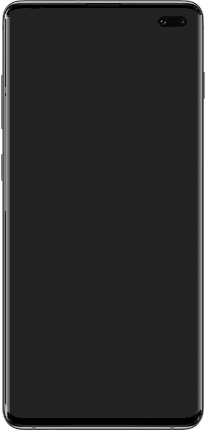
Samsung Galaxy S10+

- Afișaj: AMOLED dinamic de 5,8 inci, raport de aspect 19:9
- Rezoluție: 2280×1080 pixeli
- Procesor: Samsung Exynos 9820 sau Qualcomm Snapdragon 855
- Stocare: 128 / 256 GB (extensibilă)
- RAM: 6/8 GB
- Cameră: Spate: 12 megapixeli (lată), 1x, 16 megapixeli (ultra lată), 0,5x; Videoclip 3840x2160p (4K UHD) la 30/60 fps, 1080p (Full HD) la 30/60 fps, slow-motion 1080p la 240 fps sau slow-motion 720p (HD) la 960 fps; Față: 10 megapixeli, 3840x2160p (4K UHD) la 30/60 fps, 1080p (Full HD) la 30 fps
- Baterie: 3.100 mAh (neînlocuibilă)
- Caracteristici introduse: Senzor de amprentă montat lateral, două camere foto spate, ecran Infinity-O, înregistrare video HDR10+, încărcare wireless inversă (certificată Qi), Wi-fi 6

Samsung Galaxy S10
- Afișaj: AMOLED dinamic de 6,1 inci, raport de aspect 19:9
- Rezoluție: 3040×1440 pixeli
- Procesor: Samsung Exynos 9820 sau Qualcomm Snapdragon 855
- Stocare: 128 / 512 GB (extensibilă)
- RAM: 8 GB
- Cameră: Spate: 12 megapixeli (wide), 1x, 12 megapixeli (telephoto), 2x, 16 megapixeli (ultra wide), 0. 5x; 3840x2160p (4K UHD) video la 30/60 fps, slow-motion 1080p la 240 fps sau slow-motion 720p (HD) la 960 fps; față: 10 megapixeli, 3840x2160p (4K UHD) la 30/60 fps, 1080p (Full HD) la 30 fps
- Baterie: 3.400 mAh (neînlocuibilă)
- Caracteristici introduse: Senzor de amprentă cu ultrasunete, camere triple spate, ecran Infinity-O, înregistrare video HDR10+, încărcare wireless inversă (certificată Qi), Wi-fi 6

Samsung Galaxy S10+
- Afișaj: AMOLED dinamic de 6,4 inci, raport de aspect 19:9
- Rezoluție: 3040×1440 pixeli
- Procesor: Samsung Exynos 9820 sau Qualcomm Snapdragon 855
- Stocare: 128 / 512 GB / 1 TB (extensibilă)
- RAM: 8/12 GB
- Cameră: Spate: 12 megapixeli (wide), 1x, 12 megapixeli (telephoto), 2x, 16 megapixeli (ultra wide), 0. 5x; 3840x2160p (4K UHD) video la 30/60 fps, 1080p (Full HD) la 30/60 fps, slow-motion 1080p la 240 fps sau slow-motion 720p (HD) la 960 fps; față: 10 megapixeli (principal), 8 megapixeli (secundar); 3840x2160p (4K UHD) la 30/60 fps, 1080p (Full HD) la 30 fps
- Baterie: 4.100 mAh (neînlocuibilă)
- Caracteristici introduse: Senzor de amprentă cu ultrasunete, camere triple spate, camere duble față, ecran Infinity-O, înregistrare video HDR10+, încărcare wireless inversă (certificată Qi), Wi-fi 6

Samsung Galaxy S10 5G
- Afișaj: AMOLED dinamic de 6,7 inci, raport de aspect 19:9
- Rezoluție: 3040×1440 pixeli
- Procesor: Samsung Exynos 9820 sau Qualcomm Snapdragon 855
- Stocare: 256 / 512 GB (neextensibilă)
- RAM: 8 GB
- Cameră: Spate: 12 megapixeli (wide), 1x, 12 megapixeli (telephoto), 2x, 16 megapixeli (ultra wide), 0. 5x, ToF (time-of-flight); 3840x2160p (4K UHD) video la 30/60 fps, 1080p (Full HD) la 30/60 fps, slow-motion 1080p la 240 fps sau slow-motion 720p (HD) la 960 fps; față: 10 megapixeli (principal), 8 megapixeli (secundar) ToF (time-of-flight); 3840x2160p (4K UHD) la 30/60 fps, 1080p (Full HD) la 30 fps
- Baterie: 4.500 mAh (neînlocuibilă)
- Caracteristici introduse: Senzor de amprentă cu ultrasunete, patru camere foto spate, două camere foto frontale, Infinity-O Display, înregistrare video HDR10+, încărcare wireless inversă (certificată Qi), Wi-fi 6

Samsung Galaxy S10 Lite
- Ecran: 6,7" Super AMOLED, raport de aspect 20:9
- Rezoluție: 2400×1080 pixeli
- Procesor: Qualcomm Snapdragon 855
- Stocare: 128 GB (extensibilă)
- RAM: 6/8 GB
- Cameră: Spate: 48 megapixeli (wide), 1x, 12 megapixeli (ultra wide), 0.5x, 5 megapixeli (macro), 1x; 3840x2160p (4K UHD) video la 30/60 fps, 1080p (Full HD) la 30/60 fps sau slow-motion 1080p la 240 fps; Față: 32 megapixeli, 1080p (Full HD) la 30 fps
- Baterie: 4.500 mAh (neînlocuibilă)
- Caracteristici introduse: Senzor optic de amprentă, camere triple spate, ecran Infinity-O, înregistrare video HDR10+, încărcare super rapidă de 25 W, obiectiv macro pentru cameră, Wi-fi 6

### Samsung Galaxy S20
Samsung a anunțat seria Samsung Galaxy S20, formată din Samsung Galaxy S20, Samsung Galaxy S20+ și Samsung Galaxy S20 Ultra, pe 11 februarie 2020. În octombrie 2020, a fost lansat Samsung Galaxy S20 FE, o variantă mid-range a lui S20 care conține camere și performanțe similare, dar cu mai puține funcționalități. O altă variantă este Samsung Galaxy S20 Tactical Edition, destinată utilizării militare. Seria Galaxy S20 a avut ecrane cu rată de reîmprospătare de 120 Hz și raport de aspect 20:9.
Seria S20 sunt primele telefoane mobile Samsung cu înregistrare video 8K (7680×4320p), cu excepția S20 FE.
Samsung Galaxy S20

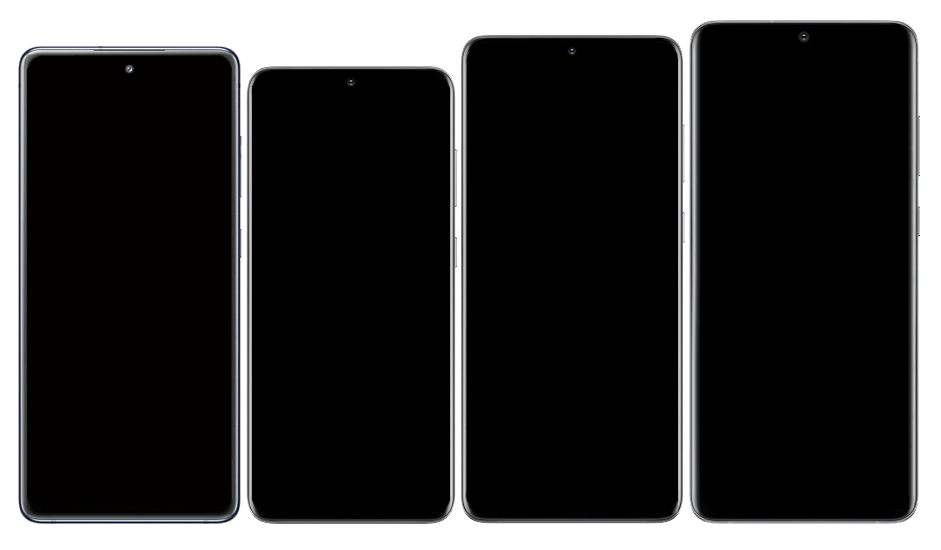
Gama Samsung Galaxy S20 din 2020

- Display: 6,2" AMOLED dinamic 2X 120Hz, raport de aspect 20:9
- Rezoluție: 3200×1440 pixeli
- Procesor: Samsung Exynos 990 sau Qualcomm Snapdragon 865
- Stocare: 128 GB
- RAM: 8 GB (4G LTE); 12 GB (5G)
- Cameră: Spate: 12 megapixeli (wide), 1x, 64 megapixeli (telephoto), 3x, 12 megapixeli (ultrawide), 0. 6x; 7680x4320 (8K) la 24 fps, 3840x2160p (4K UHD) video la 30/60 fps, 1080p (Full HD) la 30/60 fps, slow-motion 1080p la 240 fps sau slow-motion 720p (HD) la 960 fps; față: 10 megapixeli, 3840x2160p (4K UHD) la 30/60 fps, 1080p (Full HD) la 30 fps
- Baterie: 4.000 mAh
- Caracteristici introduse: Înregistrare video 8K, rată de reîmprospătare de 120 Hz, camere triple spate, ecran Infinity-O, înregistrare video HDR10+, USB 3.2, conectivitate 5G, încărcare super rapidă de 25 W

Samsung Galaxy S20+
- Afișaj: 6,7" AMOLED dinamic 2X 120Hz, raport de aspect 20:9
- Rezoluție: 3200×1440 pixeli
- Procesor: Samsung Exynos 990 sau Qualcomm Snapdragon 865
- Stocare: 128 GB (4G LTE/5G); 256 GB (5G); 512 GB (5G)
- RAM: 8 GB (4G LTE); 12 GB (5G)
- Cameră: Spate: 12 megapixeli (larg), 1x, 64 megapixeli (telefoto), 3x, 12 megapixeli (ultrawide), 0,6x, ToF (time-of-flight); 7680x4320 (8K) la 24 fps, 3840x2160p (4K UHD) video la 30/60 fps, 1080p (Full HD) la 30/60 fps, slow-motion 1080p la 240 fps sau slow-motion (HD 720 fps) la 960 fps; Față: 10 megapixeli, 3840x2160p (4K UHD) la 30/60 fps, 1080p (Full HD) la 30 fps
- Baterie: 4.500 mAh (neînlocuibilă)
- Caracteristici introduse: Înregistrare video 8K, 120 Rată de reîmprospătare Hz, Camere foto spate cvadru, Cameră de adâncime 3D, Display Infinity-O, Înregistrare video HDR10+, USB 3.2, Conectivitate 5G, Încărcare super rapidă de 25 W

Samsung Galaxy S20 Ultra 5G
- Display: AMOLED dinamic de 6,9 inci 2X 120 Hz, raport de aspect 20:9, display Infinity-O, 511 ppi, certificat HDR10+
- Rezoluție: 3200×1440 pixeli
- Procesor: Samsung Exynos 990 sau Qualcomm Snapdragon 865
- Stocare: 128 / 256 / 512 GB
- RAM: 12/16 GB
- OS: Android 10
- Rezistență la apă: IP68
- Dimensiuni: 166,9 x 76,0 x 8,8 mm
- Greutate: 220 g
- Culori: Cosmic Black, Cosmic Grey
- Cameră: Spate: 108 megapixeli (wide), 1x, 48 megapixeli (telephoto), 3x, 12 megapixeli (ultrawide), 0. 6x, ToF (time-of-flight); 7680x4320 (8K) la 24 fps, 3840x2160p (4K UHD) video la 30/60 fps, 1080p (Full HD) la 30/60 fps, slow-motion 1080p la 240 fps sau slow-motion 720p (HD) la 960 fps; față: 40 megapixeli, 3840x2160p (4K UHD) la 30/60 fps, 1080p (Full HD) la 30 fps
- Baterie: 5000mAh (tipică)
- Caracteristici introduse: Înregistrare video 8K, rată de reîmprospătare de 120 Hz, camere triple spate, cameră de adâncime 3D, ecran Infinity-O, înregistrare video HDR10+, USB 3.2, conectivitate 5G, încărcare super rapidă de 45W
- Rețea și conectivitate: 5G- 5G Non-Standalone (NSA), Standalone (SA), Sub6 / mmWave, LTE-Enhanced 4x4 MIMO, până la 7CA, LTE Cat.20

Până la 2,0 Gbps descărcare / Până la 150 Mbps încărcare, Wi-Fi-Wi-Fi 802.11 a/b/g/n/ac/ax 2,4G+5 GHz, HE80, MIMO, 1024-QAM Până la 1,2 Gbps descărcare / Până la 1,2 Gbps încărcare, Bluetooth- Bluetooth® v 5.0, ANT+, USB type-C, NFC, localizare (GPS, Galileo, Glonass, BeiDou)
Samsung Galaxy S20 FE
- Display: 6,5" Super AMOLED 120Hz, raport de aspect 20:9
- Rezoluție: 2400×1080 pixeli
- Procesor: Samsung Exynos 990 (4G) sau Qualcomm Snapdragon 865 (5G)
- Stocare: 256 GB
- RAM: 8 GB
- Cameră: Spate: 12 megapixeli (wide), 1x, 8 megapixeli (telephoto), 3x, 12 megapixeli (ultra wide), 0.6x, 3840x2160p (4K UHD) video la 30/60 fps; Față: 32 megapixeli, 3840x2160p (4K UHD) video la 30/60 fps, 1080p (Full HD) la 30/60 fps
- Baterie: 4.500 mAh (neînlocuibilă)
- Caracteristici introduse: Rata de reîmprospătare de 120 Hz, cameră telefoto de 8MP, camere triple spate, ecran Infinity-O, înregistrare video HDR10+, Wi-Fi 6, conectivitate 5G, încărcare super rapidă de 25W

### Samsung Galaxy S21

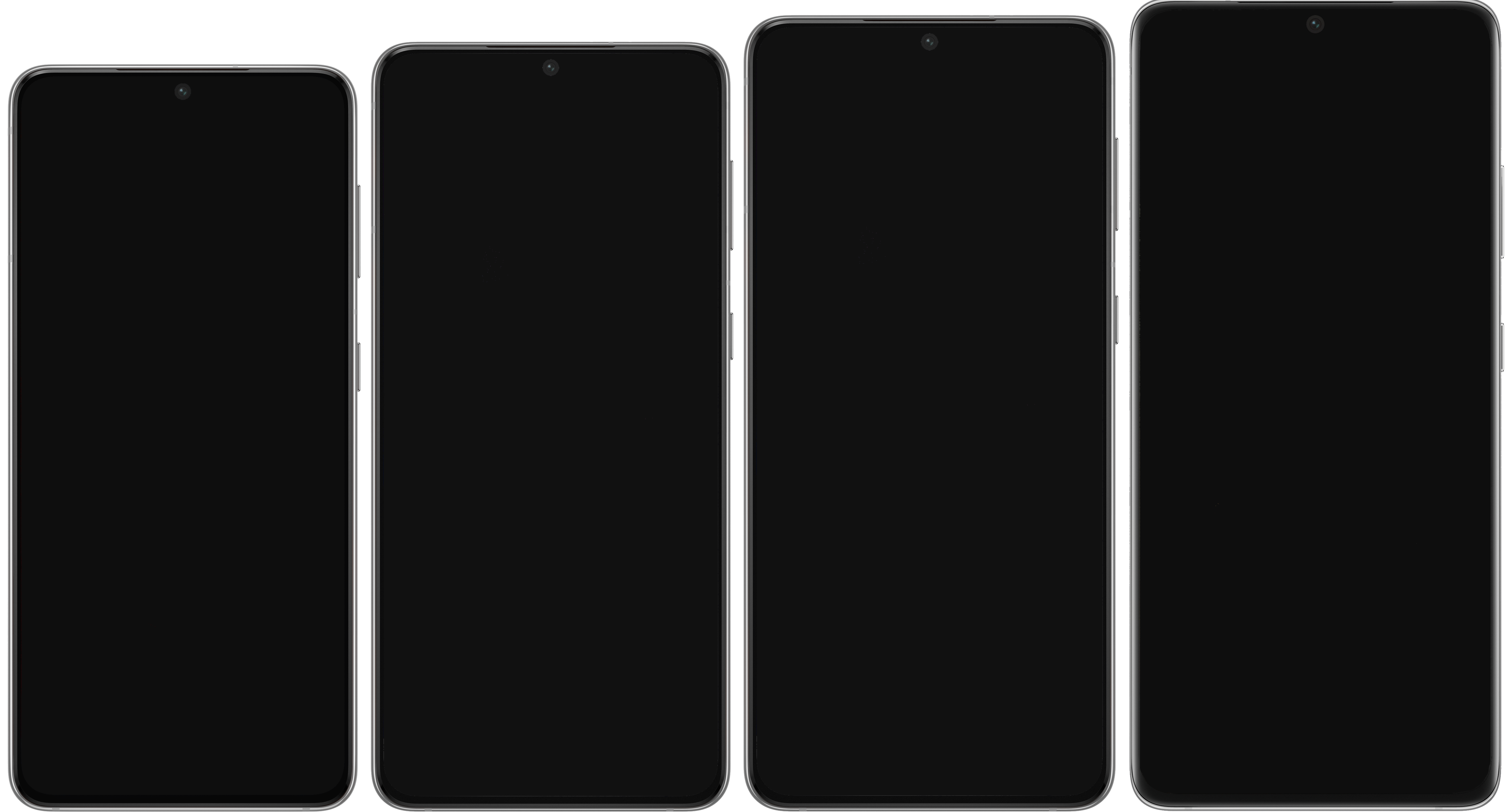
Seria Samsung Galaxy S21 din 2021

Samsung a anunțat seria Samsung Galaxy S21, formată din Samsung Galaxy S21, Samsung Galaxy S21+ și Samsung Galaxy S21 Ultra, pe 14 ianuarie 2021. Acestea sunt prima gamă din seria S care prezintă modele 5G doar în timpul lansării. Pe 4 ianuarie 2022, a fost lansat Samsung Galaxy S21 FE, o variantă mid-range a S21 care conține camere și performanțe similare, dar cu caracteristici mai reduse.
Aceste smartphone-uri sunt lipsite de spațiul de stocare extensibil microSD prezentat anterior pe întreaga serie Galaxy S, cu excepția S6 din 2015, și, pentru prima dată în serie, nu sunt echipate cu un conector audio de 3,5 mm (col. „mufă pentru căști”). La un keynote anterior, un reprezentant Samsung a ironizat pe scenă lipsa acestuia de la Apple iPhone 7.
Acesta a fost primul telefon din seria S care a primit suport pentru stiloul „S-Pen” pe S21 Ultra, care a fost o caracteristică exclusivă pentru seria Note, deși S21 Ultra nu are compartimentul Note pentru a găzdui stiloul în interiorul unității. Seria dispune, de asemenea, de o rată de reîmprospătare adaptivă care ar putea merge de la 10-120 Hz. Seria S21 renunță, de asemenea, la tehnologia MST utilizată anterior pentru Samsung Pay, care a oferit telefoanelor Galaxy posibilitatea de a plăti fără a avea nevoie de NFC.
Samsung Galaxy S21
- Display: 6,2" AMOLED dinamic 2X 48-120 Hz (adaptativ), raport de aspect 20:9
- Rezoluție: 2400×1080 pixeli
- Procesor: Samsung Exynos 2100 sau Qualcomm Snapdragon 888
- Stocare: 128 / 256 GB (neextensibilă)
- RAM: 8 GB
- Cameră: Spate: 12 megapixeli (wide), 1x, 64 megapixeli (telephoto), 3x, 12 megapixeli (ultrawide), 0. 6x; 7680x4320 (8K) la 24 fps, 3840x2160p (4K UHD) video la 30/60 fps, 1080p (Full HD) la 30/60 fps, slow-motion 1080p la 240 fps sau slow-motion 720p (HD) la 960 fps; față: 10 megapixeli, 3840x2160p (4K UHD) la 30/60 fps, 1080p (Full HD) la 30 fps
- Baterie: 4000 mAh (neînlocuibilă)

Samsung Galaxy S21+
- Display: 6,7" AMOLED dinamic 2X 48-120 Hz (adaptativ), raport de aspect 20:9
- Rezoluție: 2400×1080 pixeli
- Procesor: Samsung Exynos 2100 sau Qualcomm Snapdragon 888
- Stocare: 128 / 256 GB (neextensibilă)
- RAM: 8 GB
- Cameră: Spate: 12 megapixeli (wide), 1x, 64 megapixeli (telephoto), 3x, 12 megapixeli (ultrawide), 0. 6x; 7680x4320 (8K) la 24 fps, 3840x2160p (4K UHD) video la 30/60 fps, 1080p (Full HD) la 30/60 fps, slow-motion 1080p la 240 fps sau slow-motion 720p (HD) la 960 fps; față: 10 megapixeli, 3840x2160p (4K UHD) la 30/60 fps, 1080p (Full HD) la 30 fps
- Baterie: 4800 mAh (neînlocuibilă)

Samsung Galaxy S21 Ultra
- Display: 6,8" AMOLED dinamic 2X 10-120 Hz (adaptativ), raport de aspect 20:9
- Rezoluție: 3200×1440 pixeli
- Procesor: Samsung Exynos 2100 sau Qualcomm Snapdragon 888
- Stocare: 128 / 256 / 512 GB (neextensibil)
- RAM: 12/16 GB
- Aparat foto: Spate: 108 megapixeli (wide), 1x, 10 megapixeli (telephoto), 3x, 10 megapixeli (telephoto), 10x, 12 megapixeli (ultra wide), 0. 6x, Laser AF (auto-focus); 7680x4320 (8K) la 24 fps, 3840x2160p (4K UHD) video la 30/60 fps, 1080p (Full HD) la 30/60 fps, slow-motion 1080p la 240 fps sau slow-motion 720p (HD) la 960 fps; față: 40 megapixeli, 3840x2160p (4K UHD) la 30/60 fps, 1080p (Full HD) la 30 fps
- Baterie: 5000 mAh (neînlocuibilă)

Samsung Galaxy S21 FE
- Afișaj: 6,4" AMOLED dinamic 2X 60/120Hz, raport de aspect 20:9
- Rezoluție: 2340×1080 pixeli
- Procesor: Samsung Exynos 2100 sau Qualcomm Snapdragon 888
- Stocare: 128 / 256 GB (neextensibilă)
- RAM: 6/8 GB
- Aparat foto: Spate: 12 megapixeli (wide), 1x, 8 megapixeli (telephoto), 3x, 12 megapixeli (ultra wide), 0. 6x, 3840x2160p (4K UHD) video la 30/60 fps, 1080p (Full HD) la 30/60 fps, slow-motion 1080p la 240 fps sau slow-motion 720p (HD) la 960 fps; față: 32 megapixeli, 3840x2160p (4K UHD) video la 30/60 fps, 1080p (Full HD) la 30/60 fps
- Baterie: 4500 mAh (neînlocuibilă)

### Samsung Galaxy S22

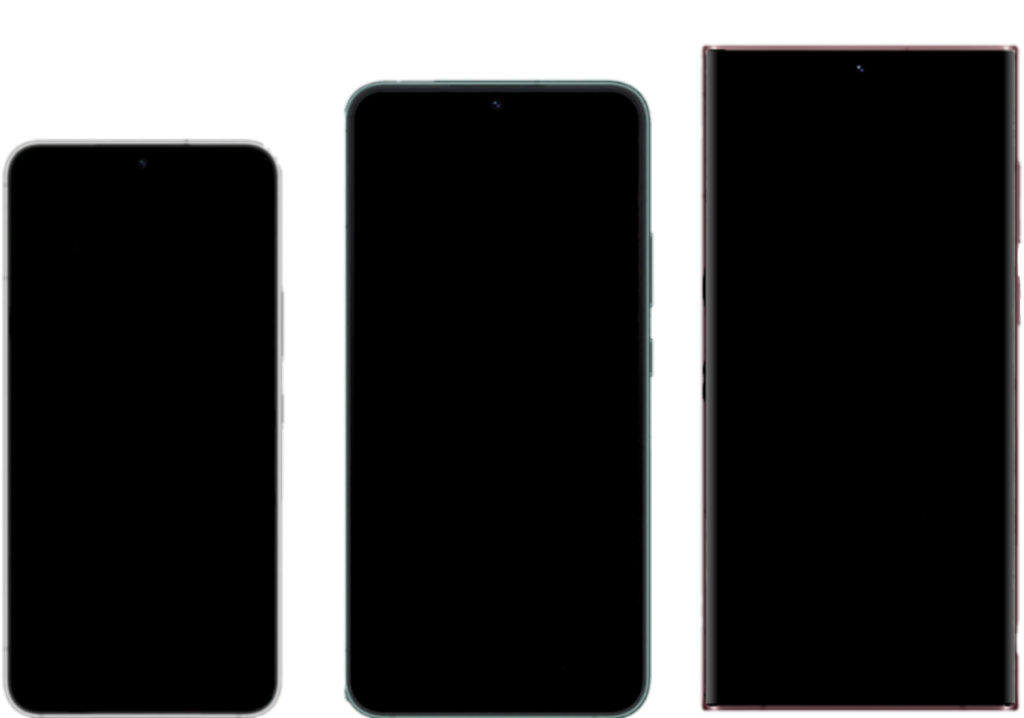
Seria Samsung Galaxy S22 din 2022

Samsung a anunțat seria Samsung Galaxy S22, formată din Samsung Galaxy S22, Samsung Galaxy S22+ și Samsung Galaxy S22 Ultra, pe 9 februarie 2022. Seria Galaxy S22 a schimbat din nou raportul de aspect la 19,5:9. Galaxy S22 și S22+ au adăugat spate din sticlă, care lipsea la S21 și S21+, ramele au fost, de asemenea, aplatizate similar cu seria iPhone 12. Galaxy S22 Ultra a avut o schimbare uriașă de design care i-a dat un aspect mai asemănător cu Galaxy Note20 Ultra, mai degrabă decât cu Galaxy S21 Ultra. Pe S22 Ultra a fost introdus S Pen-ul încorporat, care nu era prezent pe Galaxy S21 Ultra. S22 Ultra a schimbat, de asemenea, adaptabilitatea ratei de reîmprospătare de la 10-120 Hz la 1-120 Hz. Atât S22+, cât și S22 Ultra au primit actualizări ale vitezei de încărcare de la 25 wați la 45 wați. S22+ și S22 Ultra au primit, de asemenea, îmbunătățiri ale luminozității ecranului la 1750 niți. Armor Aluminum și Gorilla Glass Victus+ au văzut, de asemenea, o nouă introducere în seria S22.
Samsung Galaxy S22
- Display: 6,1" AMOLED dinamic 2X 10-120 Hz (adaptativ), raport de aspect 19,5:9
- Rezoluție: 2340×1080 pixeli
- Procesor: Samsung Exynos 2200 sau Qualcomm Snapdragon 8 Gen 1
- Stocare: 128 / 256 GB (neextensibilă)
- RAM: 8 GB
- Aparat foto: Spate: 50 megapixeli (wide), 1x, 10 megapixeli (telephoto), 3x, 12 megapixeli (ultrawide), 0. 6x; 7680x4320 (8K) la 24 fps, 3840x2160p (4K UHD) video la 30/60 fps, 1080p (Full HD) la 30/60 fps, slow-motion 1080p la 240 fps sau slow-motion 720p (HD) la 960 fps; față: 10 megapixeli, 3840x2160p (4K UHD) la 30/60 fps, 1080p (Full HD) la 30 fps
- Baterie: 3700 mAh (neînlocuibilă)

Samsung Galaxy S22+
- Display: 6,6" AMOLED dinamic 2X 10-120 Hz (adaptativ), raport de aspect 19,5:9
- Rezoluție: 2340×1080 pixeli
- Procesor: Samsung Exynos 2200 sau Qualcomm Snapdragon 8 Gen 1
- Stocare: 128 / 256 GB (neextensibilă)
- RAM: 8 GB
- Aparat foto: Spate: 50 megapixeli (wide), 1x, 10 megapixeli (telephoto), 3x, 12 megapixeli (ultrawide), 0.6x; 7680x4320 (8K) la 24 fps, 3840x2160p (4K UHD) video la 30/60 fps, 1080p (Full HD) la 30/60 fps, slow-motion 1080p la 240 fps sau slow-motion 720p (HD) la 960 fps; față: 10 megapixeli, 3840x2160p (4K UHD) la 30/60 fps, 1080p (Full HD) la 30 fps
- Baterie: 4500 mAh (neînlocuibilă)

Samsung Galaxy S22 Ultra 
- Display: 17.31 cm (6,8") dreptunghi complet / 17,25 colțuri rotunjite cm (6,8") Dynamic AMOLED 2X 1-120 Hz (adaptativ), raport de aspect 19,3:9, adâncime de culoare: 16M
- OS: Android
- Rezoluție: 3088×1440 pixeli (Quad HD+)
- Procesor: Samsung Exynos 2200 sau Qualcomm Snapdragon 8 Gen 1 Viteza procesorului: 2,99 GHz, 2,4 GHz, 1,7 Tip CPU GHz: Octa-Core
- Stocare: 128 / 256 / 512 GB / 1 TB (neextensibilă)
- RAM: 8/12 GB
- Culori: Phantom White, Phantom Black, Burgundy, Green
- Suport S Pen: Da
- Număr de SIM: Dual-SIM, Tip slot SIM: SIM 1 + SIM 2 sau SIM încorporat
- Aparat foto: Spate: 108 megapixeli (wide), 1x, 10 megapixeli (telephoto), 3x, 10 megapixeli (telephoto), 10x, 12 megapixeli (ultra wide), 0.6x, Laser AF (auto-focus); 7680x4320 (8K) la 24 fps, 3840x2160p (4K UHD) video la 30/60 fps, 1080p (Full HD) la 30/60 fps, slow-motion 1080p la 240 fps sau slow-motion 720p (HD) la 960 fps; Față: 40 megapixeli, 3840x2160p (4K UHD) la 30/60 fps, 1080p (Full HD) la 30 fps
- Baterie: 5000 mAh (neînlocuibilă)

### Samsung Galaxy S23

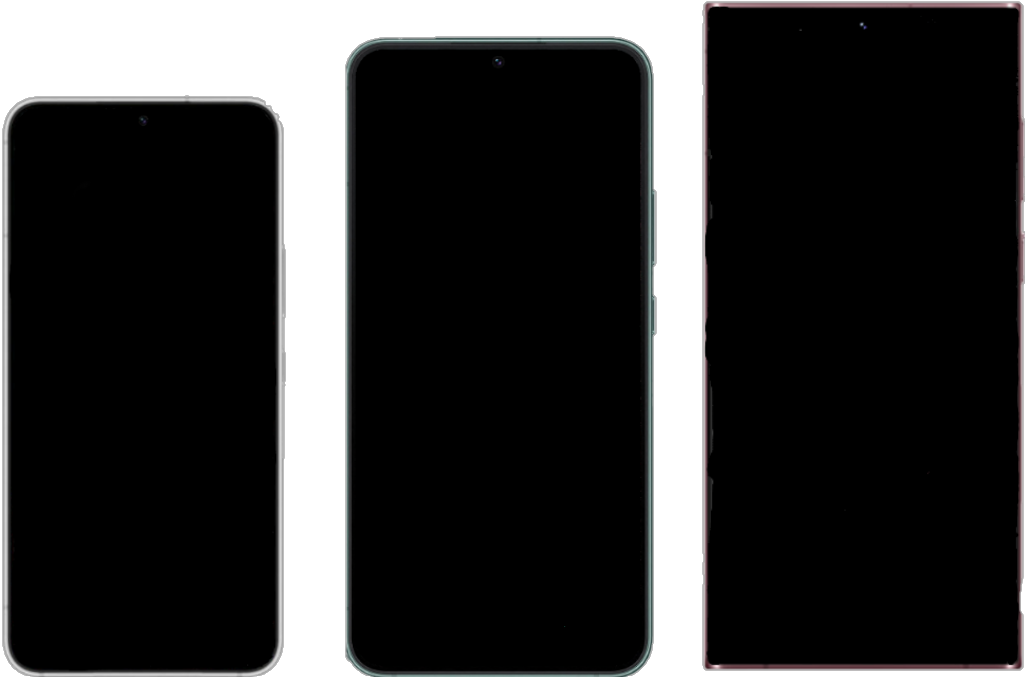
Seria Samsung Galaxy S23 din 2023

Samsung a anunțat seria Samsung Galaxy S23, formată din Samsung Galaxy S23, Samsung Galaxy S23+ și Samsung Galaxy S23 Ultra, pe 1 februarie 2023. În octombrie 2023, a fost lansat Samsung Galaxy S23 FE, o variantă mid-range a lui S23 care conține camere și performanțe similare, dar cu mai puține funcționalități. Seria anterioară Galaxy S22 și seria Galaxy S23 împărtășesc aceeași gamă și aceleași dimensiuni ale ecranului. Noile modele Galaxy S23 sunt echipate cu un ecran Dynamic AMOLED 2X cu suport HDR10+, tehnologie de mapare dinamică a tonurilor și o luminozitate de vârf de 1750 niți. Toate modelele încorporează un senzor ultrasonic de amprentă în ecran. Samsung Galaxy S23, S23+ și S23 Ultra sunt alimentate de cipul Qualcomm Snapdragon 8 Gen 2 pentru Galaxy, care include un CPU Octa-Core, un GPU Adreno 740 și un modem Qualcomm X10 pentru conectivitate. Galaxy S23, S23+ și S23 Ultra vin cu baterii Li-ion nedetașabile cu capacități de 3.900 mAh, 4.700 mAh și, respectiv, 5.000 mAh. Modelul S23 suportă încărcare prin cablu USB-C de până la 25W utilizând USB Power Delivery, în timp ce S23+ și S23 Ultra oferă încărcare mai rapidă de 45W. Toate cele trei modele dispun de încărcare inductivă Qi de până la 15W și Wireless PowerShare, care permite telefoanelor să încarce alte dispozitive compatibile Qi de la propriile baterii la o putere de până la 4,5W. Telefoanele Samsung Galaxy S23 sunt lansate cu Android 13 și software-ul Samsung One UI 5.1.

### Samsung Galaxy S24
Samsung a anunțat seria Samsung Galaxy S24, formată din Samsung Galaxy S24, Samsung Galaxy S24+ și Samsung Galaxy S24 Ultra, pe 17 ianuarie 2024.

## Tablete

### Samsung Galaxy Tab S
Samsung Galaxy Tab S a fost anunțată pe 12 iunie 2014. Tableta vine în două dimensiuni, o versiune de 8,4 inci și o versiune de 10,5 inci.
- Display: Ecran Super AMOLED de 8,4„ cu rezoluție WQXGA 1600x2560 pixeli (versiunea de 8,4 inci); Ecran Super AMOLED de 10,5” cu rezoluție WQXGA 2560x1600 pixeli (versiunea de 10,5 inci)
- Procesor: Qualcomm Snapdragon 800 (ambele versiuni), Samsung Exynos 5 Octa 5420 (ambele versiuni) sau Samsung Exynos 5 Octa 5433 (versiunea de 10,5 inci)
- Stocare: 16 / 32 GB (extensibilă)
- RAM: 3 GB

### Samsung Galaxy Tab S2
Samsung a anunțat seria Galaxy Tab S2 pe 20 iulie 2015. Acesta este disponibil în două dimensiuni, o versiune de 8,0 inci și o versiune de 9,7 inci.
- Ecran: Ecran Super AMOLED de 8,0„ cu rezoluție QXGA 1536x2048 pixeli (versiunea de 8,0”); Ecran Super AMOLED de 9,7„ cu rezoluție QXGA 1536x2048 pixeli (versiunea de 9,7”)
- Spațiu de stocare: 32 sau 64 GB (extensibilă)

### Samsung Galaxy Tab S3
Samsung a anunțat Galaxy Tab S3 pe 26 februarie 2017. Spre deosebire de Galaxy Tab S și Galaxy Tab S2, Galaxy Tab S3 vine într-o singură dimensiune, un model de 9,7 inci.
- Display: Ecran Super AMOLED de 9,7" cu rezoluție QXGA de 1536x2048 pixeli
- Procesor: Qualcomm Snapdragon 820
- Stocare: 32 / 128 GB (extensibilă)
- RAM: 4 GB
- Baterie: 6000 mAh (neînlocuibilă)

### Samsung Galaxy Tab S4
Galaxy Tab S4 a fost anunțat pe 1 august 2018. Acesta are un ecran mai mare de 10,5 inci cu margini mai subțiri și scanare facială și a irisului.
- Ecran: 10,5 inci 2560x1600 Super AMOLED
- Procesor: Qualcomm Snapdragon 835
- Spațiu de stocare: 64 GB 64 / 256 GB (extensibilă până la 400 GB)
- Memorie: 4 GB
- Baterie: 7300 mAh (neînlocuibilă)

### Samsung Galaxy Tab S5e
Samsung a anunțat Galaxy Tab S5e pe 15 februarie 2019. Acesta avea specificații mai mici decât Tab S4.
- Display: Super AMOLED WQXGA 2560x1600 de 10,5 inci
- Procesor: Qualcomm Snapdragon 670
- Spațiu de stocare: 64 / 128 GB (extensibil până la 512 GB)
- RAM: 4/6 GB
- Baterie: 7040 mAh (neînlocuibilă)

### Samsung Galaxy Tab S6
Samsung Galaxy Tab S6 a fost anunțat pe 31 iulie 2019 ca succesor complet al Tab S4.
- Display: Super AMOLED WQXGA 2560x1600 de 10,5 inci
- Procesor: Qualcomm Snapdragon 855
- Spațiu de stocare: 128 / 256 GB (extensibil până la 512 GB)
- RAM: 6/8 GB
- Baterie: 7.040 mAh (neînlocuibilă)
- Camera spate: 13 MP lat + 5 MP ultra-larg
- Cameră frontală: 8 MP
- Dimensiuni: 244,5 × 159,5 × 5,7 mm
- Greutate: 420 grame

### Samsung Galaxy Tab S6 Lite
Samsung Galaxy Tab S6 Lite a fost anunțat pe 16 aprilie 2020.
- Display: LCD TFT de 10,4 inci 2000x1200
- Procesor: Exynos 9611
- Stocare: 64 / 128 GB (extensibil până la 1 TB)
- RAM: 4 GB
- Baterie: 7.040 mAh (neînlocuibilă)
- Camera spate: 8 MP
- Cameră frontală: 5 MP
- Dimensiuni: 244,5 × 154,3 × 7,0 mm
- Greutate: 465 grame

### Samsung Galaxy Tab S7
Galaxy Tab S7 și Galaxy Tab S7+ au fost anunțate pe 5 august 2020.
- Ecran: LCD TFT de 11 inci, 2560 × 1600, 120 Hz
- Procesor: Qualcomm Snapdragon 865+
- Stocare: 128 / 256 / 512 GB (extensibil)
- RAM: 6/8 GB
- Baterie: 8000 mAh (nedetașabilă)
- Camera spate: 13+5 MP
- Cameră frontală: 8 MP
- Dimensiuni: 253,8 × 165,3 × 6,3 mm
- Difuzor: Difuzoare Quad Stereo, reglate de AKG
- Jack audio: Nu
- Greutate: 498 grame

Samsung Galaxy Tab S7+
- Display: 12,4 inci 2800 × 1752 120 Hz Super AMOLED
- Procesor: Qualcomm Snapdragon 865+
- Stocare: 128 / 256 / 512 GB (extensibil)
- RAM: 6/8 GB
- Baterie: 10090 mAh (nedetașabilă)
- Camera spate: 13+5 MP
- Cameră frontală: 8 MP
- Dimensiuni: 285 × 185 × 5,7 mm
- Difuzor: Difuzoare Quad Stereo, reglate de AKG
- Mufă pentru căști: Nu
- Greutate: 575 grame

Samsung Galaxy Tab S7 FE
Galaxy Tab S7 FE a fost anunțat pe 25 mai 2021.
- Display: LCD TFT de 12,4 inci 2560 × 1600
- Procesor: Qualcomm Snapdragon 778G (Wi-Fi); 750G (5G)
- Stocare: 64 / 128 / 256 GB (extensibil)
- RAM: 6/8 GB
- Baterie: 10090 mAh (nedetașabilă)
- Camera spate: 8MP
- Camera frontala: 5MP
- Dimensiuni: 284,8 × 185 × 6,3 mm
- Difuzor: Boxe stereo duale
- Mufă pentru căști: Nu
- Greutate: 575 grame

### Samsung Galaxy Tab S8
Seria Galaxy Tab S8 a fost anunțată pe 9 februarie 2022.
Samsung Galaxy Tab S8
- Display: LCD TFT de 11 inci, 2560 × 1600, 120 Hz
- Procesor: Qualcomm Snapdragon 8 Gen 1
- Stocare: 128 / 256 GB (extensibilă)
- RAM: 8/12 GB
- Baterie: 8000 mAh (nedetașabilă)
- Încărcare: 45W Încărcare rapidă
- Camera spate: 13 + 6 MP
- Cameră frontală: 12 MP
- Dimensiuni: 253,8 × 165,3 × 6,3 mm
- Greutate: 503 g
- Difuzor: Difuzoare Quad Stereo, reglate de AKG

Samsung Galaxy Tab S8+
- Display: 12,4 inci 2800 × 1752 120 Hz Super AMOLED
- Procesor: Qualcomm Snapdragon 8 Gen 1
- Stocare: 128 / 256 GB (extensibil)
- RAM: 8/12 GB
- Baterie: 10090 mAh (Nedemontabil)
- Încărcare: 45W Încărcare rapidă
- Camera spate: 13 + 6 MP
- Cameră frontală: 12 MP
- Dimensiuni: 285 × 185 × 5,7 mm
- Greutate: 567 g
- Difuzor: Quad Stereo, reglat de AKG

Samsung Galaxy Tab S8 Ultra 5G
- Display: 14,6 inci (369,9 mm) 2960 x 1848 (WQXGA+) 120 Hz Super AMOLED 16 M (adâncime de culoare)
- Procesor: Qualcomm Snapdragon 8 Gen 1
- Tip CPU: Octa Core
- Viteza procesorului: 2,99 GHz, 2,4 GHz, 1,7 GHz
- OS: Android
- Senzori: accelerometru, senzor de amprentă, senzor giroscop, senzor geomagnetic, senzor Hall, senzor de lumină
- Suport S Pen: Da (Gest/Comandă de la distanță)
- Stocare: 128 / 256 / 512 GB (extensibil)
- RAM: 8 / 12 / 16 GB
- Baterie: 11200 mAh (nedetașabilă)
- Încărcare: 45W Încărcare rapidă
- Camera spate: 13 + 6 MP
- Cameră frontală: 2× 12 MP
- Dimensiuni: 326,4 × 208,6 × 5,5 mm
- Greutate: 728 g
- Difuzor: Difuzoare Quad Stereo, reglate de AKG

### Samsung Galaxy Tab S9
Seria Galaxy Tab S9 a fost anunțată pe 26 iulie 2023.